# Becket (1964)
Becket (bra: Becket, o Favorito do Rei; prt: Becket) é um filme britano-estadunidense de 1964, do gênero drama biográfico, dirigido por Peter Glenville, com roteiro de Edward Anhalt baseado na peça teatral Becket or the Honour of God, de Jean Anouilh.

## Elenco
- Richard Burton .... Thomas Becket
- Peter O'Toole .... rei Henrique 2.º
- Donald Wolfit .... Gilbert Folliot, bispo de Londres
- Felix Aylmer .... Theobald de Bec, arcebispo de Canterbury
- Pamela Brown .... rainha Eleanor
- Martita Hunt .... imperatriz Matilde
- John Gielgud .... rei Luís 7.º da França
- Paolo Stoppa .... papa Alexandre 3.º
- Gino Cervi .... cardeal Zambelli
- Siân Phillips .... Gwendolen
- Inigo Jackson .... Robert de Beaumont
- David Weston .... irmão John
- Geoffrey Bayldon .... irmão Philip
- Véronique Vendell .... prostituta francesa
- Jennifer Hilary ....fFilha do camponês
- Gerald Lawson .... velho camponês
- Percy Herbert .... barão
- Victor Spinetti .... alfaiate
- Tutte Lemkow .... conselheiro
- Edward Woodward .... Clement, xerife de Londres

## Prêmios e indicações
| Prêmio/evento      | Categoria                  | Recipiente         | Resultado                   |
| ------------------ | -------------------------- | ------------------ | --------------------------- |
| Oscar 1969         | Melhor roteiro adaptado    | Edward Anhalt      | Venceu                      |
| Oscar 1969         | Melhor filme               |                    | Indicado                    |
| Oscar 1969         | Melhor diretor             | Peter Glenville    | Indicado                    |
| Oscar 1969         | Melhor ator                | Peter O'Toole      | Indicado                    |
| Oscar 1969         | Melhor ator                | Richard Burton     | Indicado                    |
| Oscar 1969         | Melhor ator coadjuvante    | John Gielgud       | Indicado                    |
| Oscar 1969         | Melhor fotografia          | Geoffrey Unsworth  | Indicado                    |
| Oscar 1969         | Melhor direção de arte     | Maurice Carter     | Indicado                    |
| Oscar 1969         | Melhor figurino            | Margaret Furse     | Indicado                    |
| Oscar 1969         | Melhor edição              | Anne V. Coates     | Indicado                    |
| Oscar 1969         | Melhor som                 | Buster Ambler      | Indicado                    |
| Oscar 1969         | Melhor trilha sonora       | Laurence Rosenthal | Indicado                    |
| Globo de Ouro 1969 | Melhor filme dramático     |                    | Venceu                      |
| Globo de Ouro 1969 | Melhor ator - drama        | Peter O'Toole      | Indicado                    |
| Globo de Ouro 1969 | Melhor direção             | Peter Glenville    | Indicado                    |
| Globo de Ouro 1969 | Melhor ator - drama        | Richard Burton     | Indicado                    |
| Globo de Ouro 1969 | Melhor trilha sonora       | Laurence Rosenthal | Indicado                    |
| BAFTA 1965         | Melhor direção de arte     | Maurice Carter     | Venceu[carece de fontes?]   |
| BAFTA 1965         | Melhor figurino            | Margaret Furse     | Venceu[carece de fontes?]   |
| BAFTA 1965         | Melhor fotografia em cores | Geoffrey Unsworth  | Venceu[carece de fontes?]   |
| BAFTA 1965         | Melhor filme               |                    | Indicado[carece de fontes?] |
| BAFTA 1965         | Melhor filme britânico     |                    | Indicado[carece de fontes?] |
| BAFTA 1965         | Melhor ator                | Peter O'Toole      | Indicado[carece de fontes?] |
| BAFTA 1965         | Melhor roteiro adaptado    | Edward Anhalt      | Indicado[carece de fontes?] |